# Державний кордон Індії

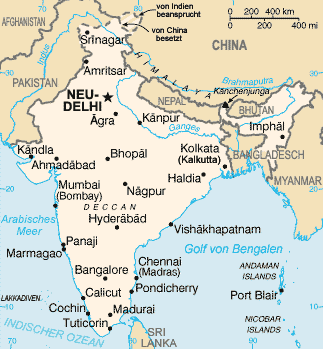
Карта Індії

Державний кордон Індії — державний кордон, лінія на поверхні Землі та вертикальна поверхня, що проходить по цій лінії, що визначають межі державного суверенітету Індії над власними територією, водами, природними ресурсами в них і повітряним простором над ними.

## Сухопутний кордон
Загальна довжина кордону — 13 888 км. Індія межує з 6 державами. Уся територія країни суцільна, тобто анклавів чи ексклавів не існує.
Ділянки державного кордону
| Держава   | Ділянка | Довжина (км) | Прикордонні регіони | Примітки |
| --------- | ------- | ------------ | ------------------- | -------- |
| Бангладеш | схід    | 4142         |                     |          |
| Бутан     | північ  | 659          |                     |          |
| М'янма    | схід    | 1468         |                     |          |
| КНР       | північ  | 2659         |                     |          |
| Непал     | північ  | 1770         |                     |          |
| Пакистан  | захід   | 3190         |                     |          |

## Морські кордони
Індія на заході омивається водами Аравійського моря, на сході Бенгальської затоки Індійського океану. На півдні вузька Полкська протока і Манарська затока відділяють державу від Шрі-Ланки. Протокою Грейт-Ченнел між островами Великий Нікобар і Суматра проходить морський кордон між Індією та Індонезією. Загальна довжина морського узбережжя 7000 км. Згідно з Конвенцією Організації Об'єднаних Націй з морського права (UNCLOS) 1982 року, протяжність територіальних вод країни встановлено в 12 морських миль (22,2 км). Прилегла зона, що примикає до територіальних вод, в якій держава може здійснювати контроль, необхідний для запобігання порушень митних, фіскальних, імміграційних або санітарних законів, простягається на 24 морські милі (44,4 км) від узбережжя (стаття 33). Виключна економічна зона встановлена на відстань 200 морських миль (370,4 км) від узбережжя. Континентальний шельф — 200 морських миль (370,4 км) від узбережжя, або до континентальної брівки (стаття 76).

## Спірні ділянки кордону
Індія має ряд невирішених територіальних суперечок на своєму північному кордоні, що є історичним надбанням колоніальної політики Британської імперії та нездатністю урядів незалежної країни вирішити їх. Між Індією та Пакистаном точиться довготривалий збройний конфлікт навколо гірського регіону в штаті Джамму і Кашмір. Між Індією та КНР залишається неврегульованою суперечка навколо окремих територій, найбільшою з яких є більша частина східного штату Аруначал-Прадеш.

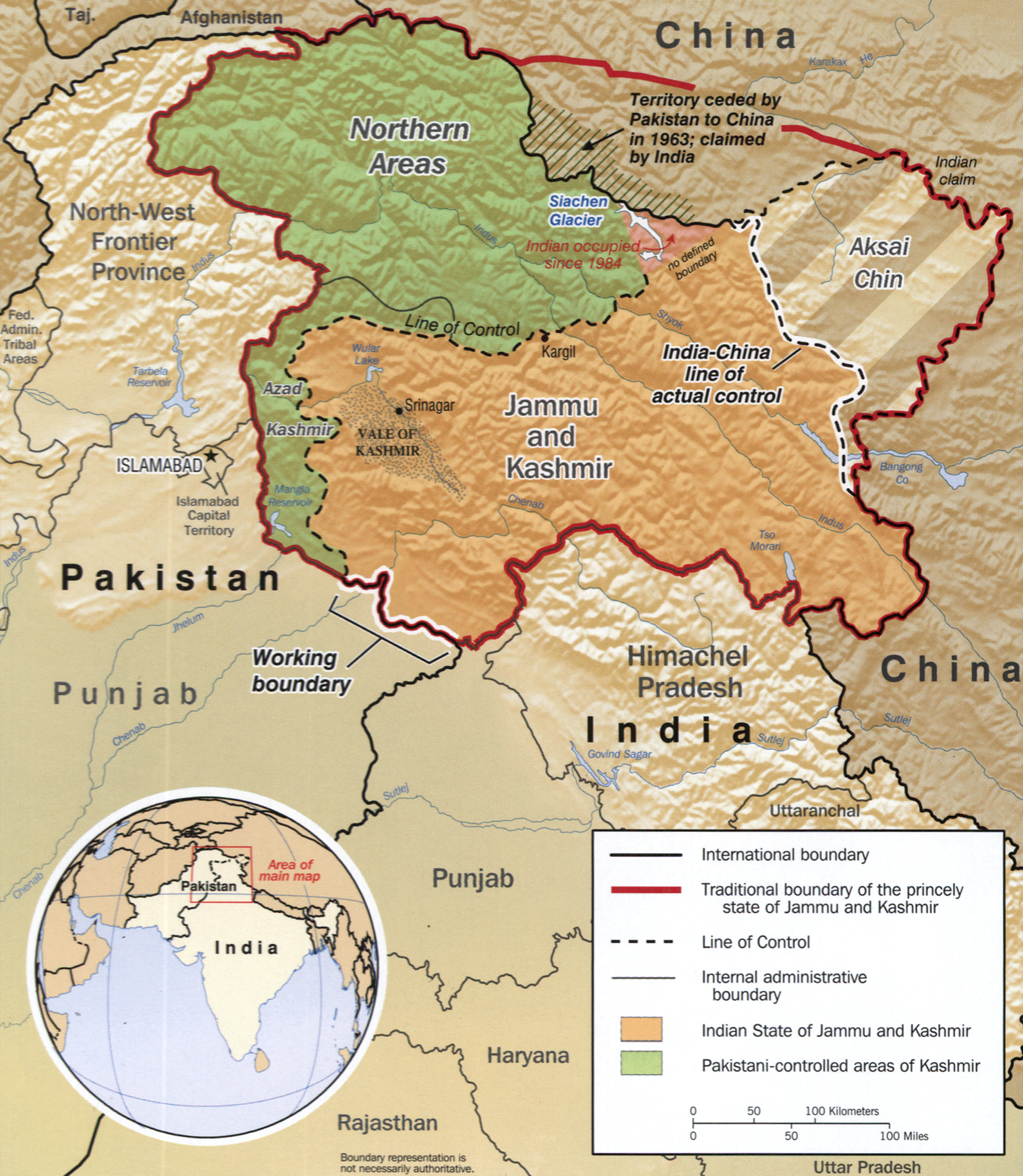
Спірні території в Кашмірі
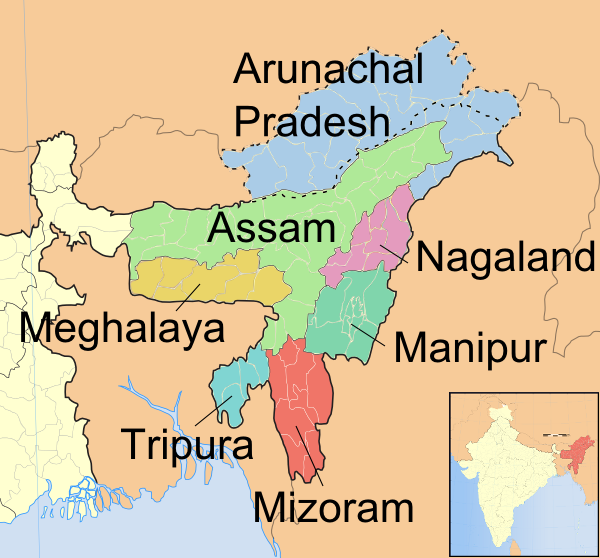
Спірні території в штаті Аруначал-Прадеш позначено пунктиром

## Історичні кордони
Донедавна Бангладеш мав безліч анклавів й ексклавів на північному кордоні з Індією в регіоні Куч-Бехар, навіть третього порядку. Питання було вирішене внесенням поправок до конституції Індії і 31 липня 2015 року держави обмінялись територіями, у наслідок чого Бангладеш додатково отримав 40 км².

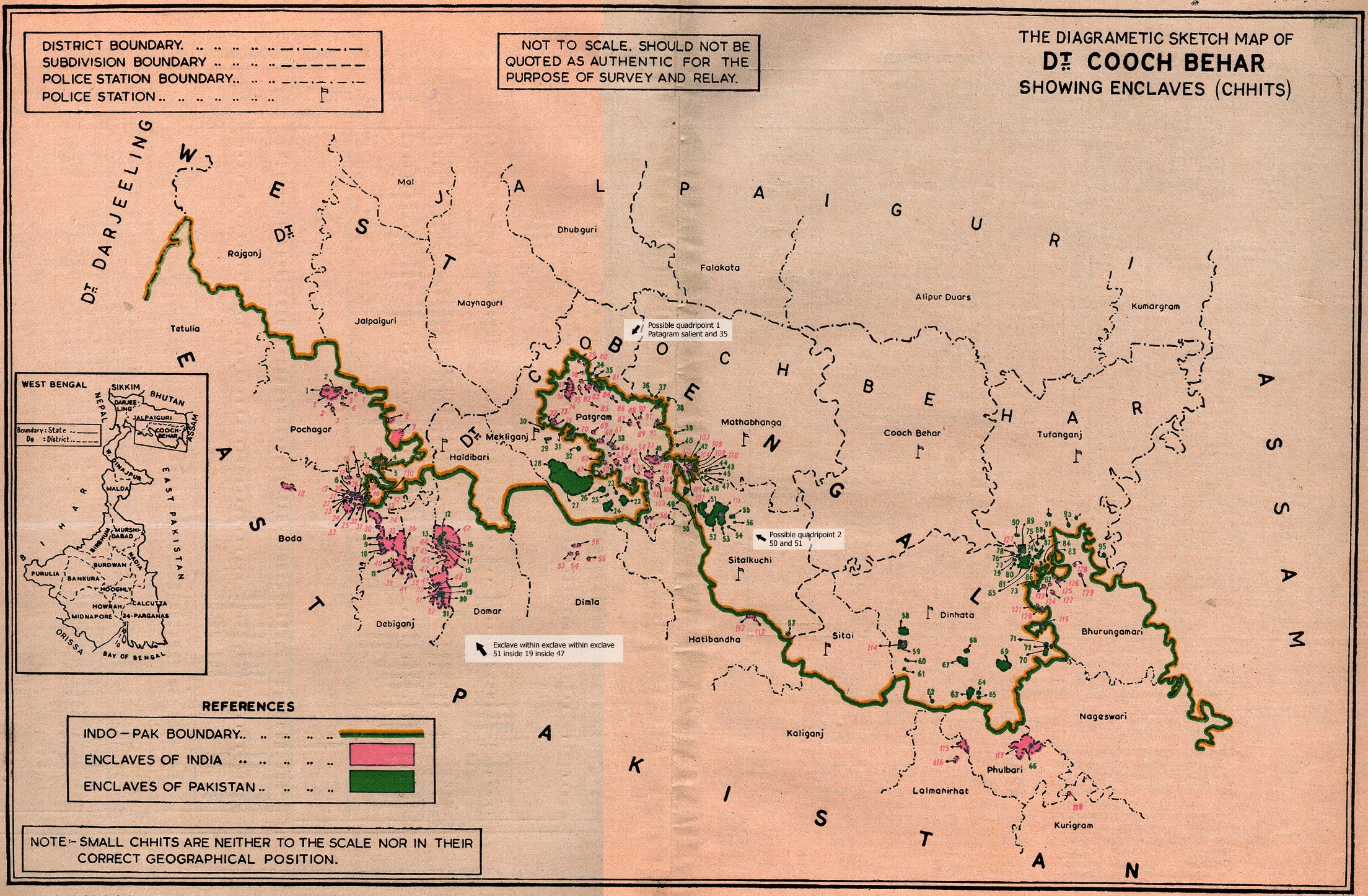
Карта системи колишніх анклавів Куч-Бехар
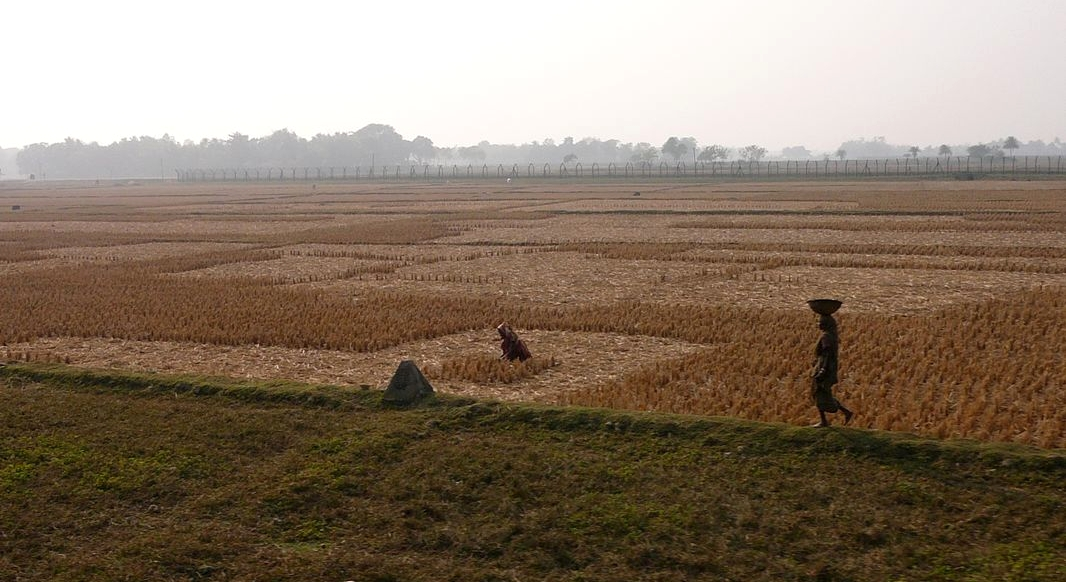
Колишні наділи-анклави Куч-Бехар